# Municipio de Jack Creek
El municipio de Jack Creek (en inglés: Jack Creek Township) es un municipio ubicado en el condado de Emmet en el estado estadounidense de Iowa. En el año 2010 tenía una población de 89 habitantes y una densidad poblacional de 0,96 personas por km².

## Geografía
El municipio de Jack Creek se encuentra ubicado en las coordenadas 43°17′37″N 94°37′8″O / 43.29361, -94.61889. Según la Oficina del Censo de los Estados Unidos, el municipio tiene una superficie total de 92.45 km², de la cual 92,36 km² corresponden a tierra firme y (0,09 %) 0,09 km² es agua.

## Demografía
Según el censo de 2010, había 89 personas residiendo en el municipio de Jack Creek. La densidad de población era de 0,96 hab./km². De los 89 habitantes, el municipio de Jack Creek estaba compuesto por el 98,88 % blancos y el 1,12 % eran de una mezcla de razas. Del total de la población el 0 % eran hispanos o latinos de cualquier raza.